# Fort Cavazos
Fort Cavazos is een plaats (census-designated place) in de Amerikaanse staat Texas, en valt bestuurlijk gezien onder Bell County en Coryell County.

## Demografie
Bij de volkstelling in 2000 werd het aantal inwoners vastgesteld op 33.711.

## Geografie
Volgens het United States Census Bureau beslaat de plaats een oppervlakte van
38,8 km², waarvan 38,7 km² land en 0,1 km² water. Fort Cavazos ligt op ongeveer 282 m boven zeeniveau.

## Plaatsen in de nabije omgeving
De onderstaande figuur toont nabijgelegen plaatsen in een straal van 20 km rond Fort Cavazos.

## Legerbasis
In 1942 werd bij Fort Hood een nieuwe legerbasis gebouwd om antitankvoertuigen te testen. Sindsdien is deze uitgegroeid tot een van de grootste bases van de United States Army. In 2009 waren er tevens acht Nederlandse Apaches gestationeerd. Naast de Apaches waren er ook zes Nederlandse Chinook-transporthelikopters gedetacheerd in het kader van opleiding en training.

### Schietpartij 2009
Op 5 november 2009 vond op de legerbasis in Fort Cavazos een schietpartij plaats, waarbij 14 personen gedood werden en 32 personen gewond raakten. De schutter, de 39-jarige legerpsychiater majoor Nidal Malik Hasan, werd gearresteerd. Bij zijn arrestatie werd hij neergeschoten en raakte hij gedeeltelijk verlamd. Volgens familieleden had hij grote moeite met zijn aanstaande uitzending naar Afghanistan. Uiteindelijk werd hij ter dood veroordeeld.